# Obala
Obala ist eine Gemeinde im Département Lekié in der Region Centre in Kamerun, mit 29.054 Einwohnern (2005).

## Geografie
Obala liegt im zentralen Kamerun, etwa 20 Kilometer nördlich der Hauptstadt Yaoundé.

## Verkehr
Obala liegt an der Nationalstraße N1.

## Bevölkerung
Die Bevölkerungsentwicklung der Stadt:
| Jahr          | Einwohner |
| ------------- | --------- |
| 1976 (Zensus) | 8.114     |
| 1987 (Zensus) | 13.101    |
| 2005 (Zensus) | 29.054    |

## Religion
Obala ist Sitz des Bistums Obala.

## Persönlichkeiten
- Henri Eyebe Ayissi (* 1955), Politiker